# Entorn (sistemes)
| Tipus de sistema    | Flux de massa | Treball | Calor |
| ------------------- | ------------- | ------- | ----- |
| Obert               | 1             | 1       | 1     |
| Tancat              | 2             | 1       | 1     |
| Aïllat tèrmicament  | 2             | 1       | 2     |
| Aïllat mecànicament | 2             | 2       | 1     |
| Aïllat              | 2             | 2       | 2     |

En ciència (especialment en termodinàmica) i enginyeria, un sistema és la part de l'univers que s'està estudiant, mentre que l'entorn és la part de l'univers que resta fora de la frontera del sistema. Segons el tipus de sistema, pot interaccionar amb l'ambient intercanviant massa, energia (incloent-hi calor i treball, quantitat de moviment, càrrega elèctrica i altres propietats conservatives. En algunes disciplines, tals com la teoria de la informació, també es pot intercanviar informació.